# Maki Kaji
Maki Kaji (鍜治 真起 Kaji Maki?, n. 8 octombrie 1951, Sapporo, Japonia – d. 10 august 2021, Mitaka, Japonia) a fost un autor japonez de jocuri problemă și președintele companiei Nikoli Co., Ltd. Este supranumit „părintele Sudoku” datorită rolului pe care l-a avut în popularizarea acestui joc. A decedat la 69 de ani, fiind răpus de cancer al canalului biliar.

## Viață timpurie
Kaji s-a născut la Sapporo, Hokkaido, la 8 octombrie 1951. A studiat literatură la Universitatea Keiō, dar a renunțat în primul an de studii. A lucrat ca asistent al unor formații muzicale, chelner și muncitor în construcții, după care a început să pună bazele unei afaceri editoriale.

## Carieră
În 1980, Kaji a lansat revista de jocuri problemă „Nikoli”, publicată de patru ori pe an. Denumirea a fost inspirată de numele unui cal de curse care a câștigat ediția 1980 a cursei „Guinea Stakes” din Irlanda. Trei ani mai târziu, în 1983, a fondat o companie cu același nume. Revista era principalul produs al companiei și a crescut până la 50.000 de cititori per număr.
Jocul Sudoku a apărut în una din primele ediții ale „Nikoli”. Ulterior, s-a răspândit în Marea Britanie și Statele Unite, devenind extrem de popular.
Kaji a inventat și promovat diverse alte jocuri problemă, precum Masyu⁠(d).